# (5485) Kaula
(5485) Kaula est un astéroïde de la ceinture principale.

## Description
(5485) Kaula est un astéroïde de la ceinture principale. Il fut découvert le 11 septembre 1991 à l'Observatoire Palomar par Henry E. Holt. Il présente une orbite caractérisée par un demi-grand axe de 2,73 UA, une excentricité de 0,11 et une inclinaison de 3,3° par rapport à l'écliptique.

## Compléments